# Дерево

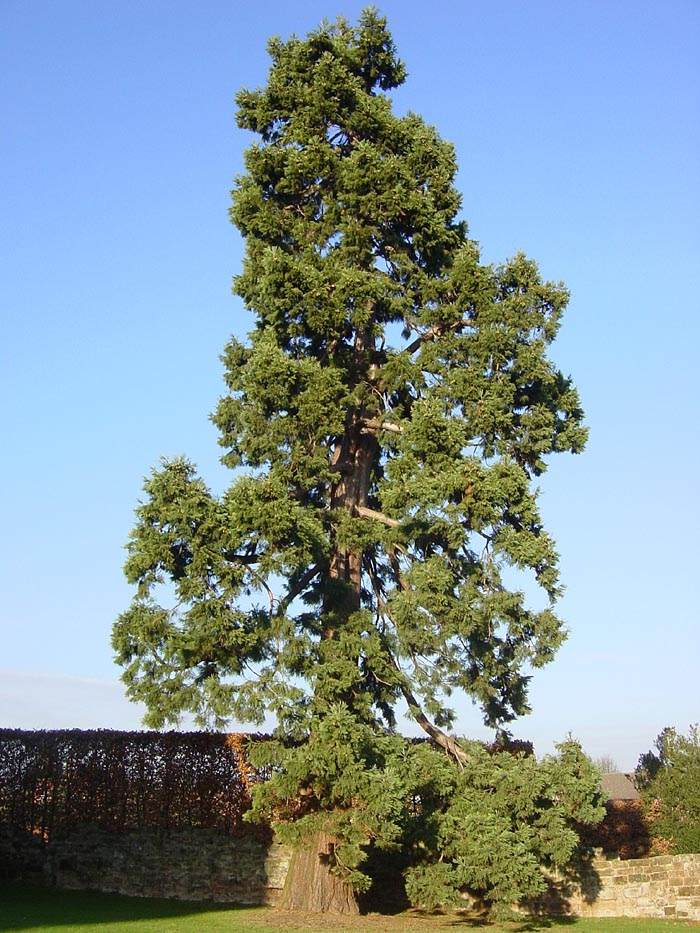
Секвойядендрон (Sequoiadendron giganteum) достигает в высоту 60—80 м

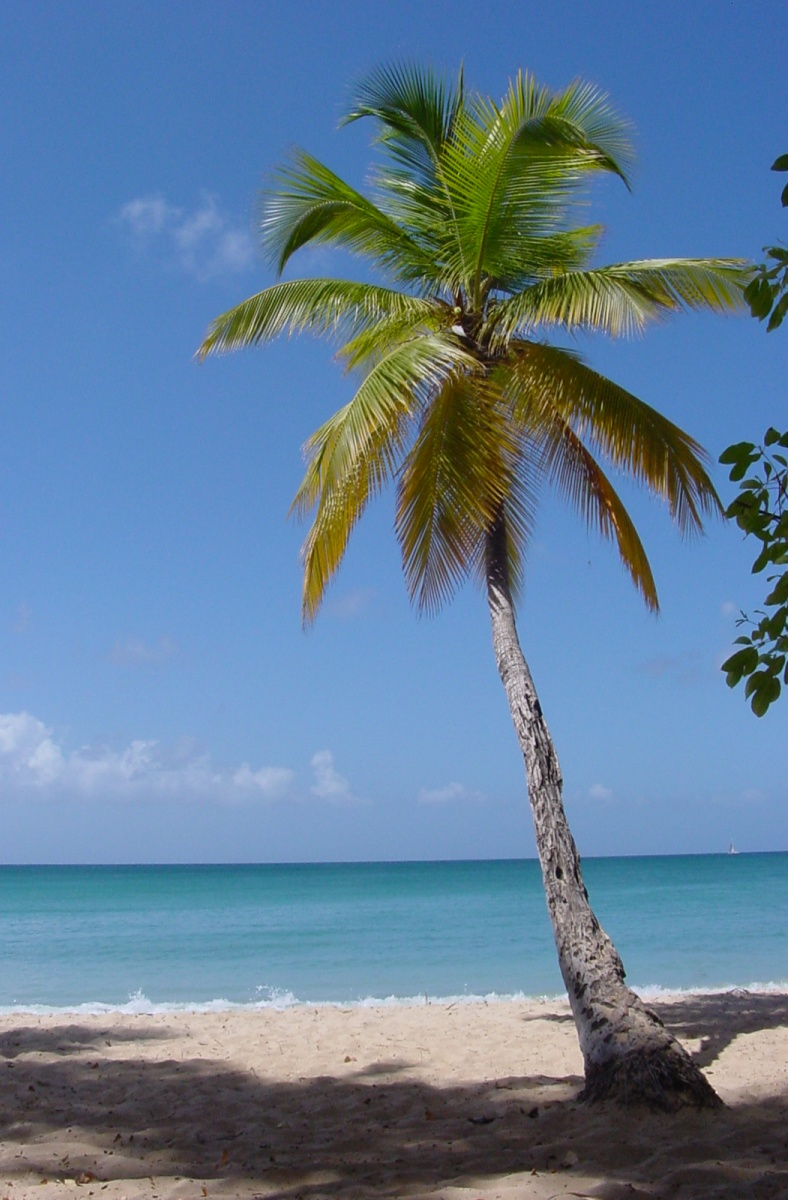
Кокосовая пальма на Мартинике

Де́рево (лат. árbor, греч. δένδρον) — жизненная форма деревянистых растений с единственной, отчётливо выраженной, многолетней, в разной степени одревесневшей, сохраняющейся в течение всей жизни, разветвлённой (кроме пальм) главной осью — стволом.
Общее число деревьев на планете Земля в 2015 году было оценено в 3 триллиона. На территории России из них — 640 млрд деревьев (первое место в мире). На территориях Канады и Бразилии — по 300 млрд. Ежегодно число деревьев на планете уменьшается примерно на 15 млрд, это происходит как в результате вырубки лесов, так и изменения климата.

## Семейства и роды с наибольшим числом видов деревьев
По состоянию на 2017 год было известно 60 065 видов деревьев, крупнейшими таксонами которых являлись:
| Семейство                      | Видов деревьев |
| ------------------------------ | -------------- |
| Бобовые (Fabaceae)             | 5405           |
| Мареновые (Rubiaceae)          | 4827           |
| Миртовые (Myrtaceae)           | 4330           |
| Лавровые (Lauraceae)           | 2930           |
| Молочайные (Euphorbiaceae)     | 2008           |
| Мальвовые (Malvaceae)          | 1834           |
| Меластомовые (Melastomataceae) | 1677           |
| Анноновые (Annonaceae)         | 1630           |
| Пальмовые (Arecaceae)          | 1282           |
| Сапотовые (Sapotaceae)         | 1280           |

| Род                      | Видов деревьев |
| ------------------------ | -------------- |
| Сизигиум (Syzygium)      | 1069           |
| Евгения (Eugenia)        | 884            |
| Эвкалипт (Eucalyptus)    | 747            |
| Фикус (Ficus)            | 727            |
| Хурма (Diospyros)        | 726            |
| Психотрия (Psychotria)   | 624            |
| Акация (Acacia)          | 616            |
| Микония (Miconia)        | 598            |
| Пандан (Pandanus)        | 589            |
| Элеокарпус (Elaeocarpus) | 468            |

## Классификация
Деревья по виду листьев делятся на хвойные и лиственные.
- Хвойные отличаются обычно жёсткими вечнозелёными (редко летнезелёными) игловидными или чешуйчатыми листьями, называемыми хвоей, или иглами, образуют шишки или можжевеловые ягоды. К этой группе относятся, например, сосны, ели, пихты, лиственницы, кипарисы, секвойи.

- Лиственные деревья имеют широкие и плоские листья — у которых толщина значительно меньше длины и ширины, обычно опадающие раз в год. Широколиственные (или просто лиственные) деревья обычно цветут и плодоносят. К этой группе относятся клёны, буки, ясени, эвкалипты и другие.

Кроме классификации по виду листьев, деревья делятся по сроку жизни листьев — на листопадные и вечнозелёные.
- Листопадные деревья имеют чёткую смену лиственного покрова: все листья на дереве теряют зелёную окраску и опадают, некоторое время (зимой) дерево стоит без листьев, потом (весной) из почек вырастают новые листья.

- Вечнозелёные деревья не имеют чёткой смены лиственного покрова: листва находится на дереве в любой момент года, и смена листьев происходит постепенно, в течение всей жизни дерева.

Кроме биологической классификации деревья делятся и по другим признакам: например, плодовые деревья (плоды которых используются человеком в пищу), ценные (древесина которых используется для промышленных целей), корабельные (используемые в кораблестроении), тропические (ареал которых проходит недалеко от экватора), северные (ареал которых проходит далеко от экватора) и так далее.

### Сосновые
Сосна́ (лат. Pínus) — типовой род хвойных деревьев семейства Сосновые (Pinaceae). По современным данным в мире насчитывается около 120 видов сосны, которые в естественном произрастании рассеяны по всему Северному полушарию от экватора до заполярья. В умеренном и субарктическом климате они образуют леса на равнинах, а в субтропиках, тропиках и вблизи экватора произрастают в горах. Используется не только как источник древесины, но и в химической и фармацевтической промышленности. Плодоносящие виды сосны, дающие съедобные орехи, условно объединяются под названием кедровые сосны. Однако надо помнить, что Кедр (Cedrus) — другой род деревьев того же семейства, а семена сосны не являются орехами в ботаническом смысле.
Сосна относится к весьма светолюбивым древесным породам, однако зачастую образует чистые насаждения — сосновый бор. Причина этого явления заключается в том, что сосна являясь одной из наименее требовательных к почве древесных пород, может расти на таких малоплодородных почвах, на которых рост других деревьев оказывается почти невозможным. Такое преимущество соснам даёт поверхностный тип корневой системы, который может развиваться в тонком (1—2 см) слое плодородной почвы, лежащей на песках. Например, в Карелии сосны могут иметь обширную корневую систему (имея отдельные корневые побеги длиной до 20 метров у взрослых деревьев), расположенную в слое всего 1 см толщиной. Такими типичными для чистых сосновых насаждений почвами являются сухие песчаные, на которых и заселяются сосновые боры. Характерной особенностью таких боров является их одновозрастность, объясняемая тем, что даже в наименее населённых местностях они сильно страдают от лесных пожаров и, легко обсеменяясь после каждого из них, вырастают вновь в виде одновозрастных насаждений.
Ель (лат. Pícea) — род деревьев семейства Сосновые (Pinaceae). Насчитывает около 35 видов вечнозелёных высоких деревьев (до 30 м высотой) с красивой кроной. Ель является одним из главных символов европейского Нового года и Рождества.
Кедр (лат. Cedrus) — олиготипный род деревьев семейства Сосновые (Pinaceae). В природе ареал рода охватывает южные и восточные горные районы Средиземноморья и западные районы Гималаев. Представители рода однодомные, вечнозелёные деревья высотой до 40—50 метров, с раскидистой кроной. Кора тёмно-серая, на молодых стволах гладкая, на старых растрескивающаяся, чешуйчатая. Хвоя игловидная, трёх- или четырёхгранная, жёсткая, колючая, тёмно- или сине-зелёная до серебристо-серой, со всех сторон снабженная устьицами, сидит на листовых подушках, собрана в пучки по 30—40 шт. Побеги укороченные и удлинённые, последние несут спирально расположенную хвою. Семена, ввиду смолистости, не поедаются грызунами. Растения требуют не уплотнённой сверху и хорошо водопроницаемых почв; очень чувствительны к застаиванию воды в почве (особенно кедр гималайский (Cedrus deodara)). Благодаря своей декоративности и быстроте роста кедры ценны для парковых насаждений как в группах, так и одиночно. Особенно ценны голубые и серебристые формы.
Ли́ственница (лат. Lárix) — род древесных растений семейства Сосновые, одна из наиболее распространённых пород хвойных деревьев. Хвоя однолетняя, мягкая. Сплюснутая, ярко-зелёная, расположена на удлинённых побегах спирально и поодиночке, а на укороченных — пучками, до 40 штук в каждом. В благоприятных условиях вырастает до 50 и более метров в высоту при диаметре ствола до 1 м и более. Доживает до 300—400 лет, зарегистрированы лиственницы возрастом до 800 лет.
Пи́хта (лат. Ábies) — род голосеменных растений семейства Сосновые (Pinaceae). Пирамидальные деревья, несущие кольчато расположенные горизонтальные ветви. Листья игольчатые (хвоя), плоские, у основания суженные в короткий черешок. Распространены в умеренных областях Северного полушария. Наиболее богатые видами области: запад Северной Америки (побережье Тихого океана) и Восточная Азия (особенно Япония). Характерная особенность пихт — шишки у них, в отличие от других хвойных, растут вверх.
Тсу́га (лат. Tsúga) — род хвойных вечнозелёных деревьев семейства Сосновые (Pinaceae). Вечнозелёные деревья средних либо крупных размеров, высотой 20—65 метров. Крона коническая либо несимметрично яйцевидная (у некоторых азиатских видов), основные побеги обычно опадают, свисают. Кора серая или коричневая, чешуйчатая, часто с глубокими трещинами. Ветви горизонтальные, часто сплющены и изогнуты вниз. Укороченные побеги умеренно развитые; молодые веточки и периферийные части стебля извилистые и свисающие, грубеют от крючковатых выступов после того, как лист опадает. Распространена в умеренных широтах Азии (Гималаи, Китай, Япония) и Северной Америки. Родиной считается Япония. На территории России и сопредельных стран интродуцировано (ввезено) несколько видов, в том числе Тсуга канадская (Tsuga canadensis) и Тсуга разнолистная (Tsuga diversifolia).

### Кипарисовые
- Кипари́совые (лат. Cupressáceae) — пряморастущие или стелющиеся ветвистые кустарники или деревья, семейство деревянистых растений порядка Сосновые. Листья растений крестообразно противостоящие или мутовчатые (по три, реже четыре). Молодые листья игольчатые (опадают). Цветки одно-двудомные.

Кипари́с (лат. Cupréssus) — род вечнозелёных деревьев и кустарников семейства Кипарисовые с пирамидальной или раскидистой кроной. Листья мелкие, у молодых растений игловидные, у взрослых — чешуевидные, прижатые к ветвям и расположенные черепитчато в четыре ряда. На спинной стороне листа обыкновенно развита масляная желёзка, иногда резко очерченная. Кипарисы растут в субтропическом и тропическом климате Северного полушария, распространены в Средиземноморье, на Черноморском побережье Кавказа, в Крыму, в Сахаре, Гималаях, на юге Китая и в Америке от Гватемалы до Орегона. Ныне живущие виды кипариса — очень давнего происхождения; ископаемые и их хорошо сохранившиеся остатки встречаются уже в третичной формации. Кипарисы выращивают в садах и парках в качестве декоративных растений или живых изгородей. Чаще всего для создания декоративных изгородей применяется кипарис вечнозелёный (Cupressus sempervirens L.). Небольшой размер кипариса крупноплодного (Cupressus macrocarpa) позволяет использовать его даже как комнатное растение.
Ту́я (лат. Thúja), туйя — род голосемянных хвойных растений семейства Кипарисовые (Cupressaceae). Вечнозелёные деревья или кустарники, редко очень крупные деревья до 60 метров высотой при диаметре ствола 2,5 метра и более. У молодых растений листья мягкие игольчатые, у взрослых — чешуевидные, накрест супротивные. Туя нетребовательна к условиям произрастания, хорошо выносит задымлённость промышленных городов. Используется в озеленении. Как правило, культивируются в открытом грунте. Наиболее распространены Thuja occidentalis, Thuja plicata и их многочисленные садовые формы.
Можжеве́льник (лат. Juníperus) — род вечнозелёных хвойных кустарников и деревьев семейства Кипарисовые (Cupressaceae). Можжевельник обыкновенный известен также под названием ве́рес. Тюркское название различных видов крупных древовидных можжевельников, перешедшее в научную литературу, — арча́.
Секво́йя (лат. Sequoia) — монотипный род древесных растений семейства Кипарисовые (Cupressaceae). Естественный ареал рода — Тихоокеанское побережье Северной Америки. Отдельные экземпляры секвойи достигают высоты более 110 метров — это одни из самых высоких деревьев на Земле. Максимальный возраст — более трёх с половиной тысяч лет. Название роду было дано в честь Секвойи (Джорджа Гесса) (Sequoyah, ок. 1770 — ок. 1843) — индейского вождя племени чероки, изобретателя слоговой азбуки чероки (1826), основателя газеты на языке чероки.

### Семейство Розовые
Я́блоня (лат. Málus) — род, насчитывающий 36 видов (1976) листопадных деревьев и кустарников семейства Розовые с шаровидными сладкими или кисло-сладкими плодами. Многие виды яблони выращивают в качестве декоративных растений в садах и парках, используют в полезащитном лесоразведении. Обычно представляет собой дерево с развесистой кроной высотой от 2,5 до 15 метров. Ветви укороченные (плодущие), на которых закладываются цветочные почки и удлинённые (ростовые). У дикорастущих видов на ветвях колючки. Листья черешковые, голые или опушённые, с опадающими или остающимися прилистниками. Цветки белые, розовые или красные, собраны в полузонтики или щитки. Наиболее распространены: яблоня домашняя, или культурная (Malus domestica), к которой относится большинство возделываемых в мире сортов, яблоня сливолистная, китайская (Malus prunifolia), и яблоня низкая (Malus pumila). Из дикорастущих видов в лесах Европейской части и на Кавказе произрастает яблоня лесная, дикая (malus sylvestris); в Малой Азии, Иране, Крыму и на Кавказе — яблоня восточная, кавказская (malus orientalis); в Китае, Монголии, Приморском крае, Восточной Сибири — яблоня сибирская, ягодная (malus baccata); в лесах Тянь-Шаня — яблоня Недзвецкого (malus niedzwetzryana); в Северной Америке (долина Миссисипи) — яблоня Сулярда (malus soulardi). Все виды — хорошие медоносы. Древесина у яблони плотная, крепкая, легко режется и хорошо полируется; пригодна для токарных и столярных изделий, мелких поделок.
Гру́ша (лат. Pýrus) — род плодовых и декоративных деревьев и кустарников семейства Розовые (Rosaceae). Форма кроны свободно растущего дерева — пирамидальная или округлая, склонна к загущению. Годовой прирост составляет 30—40 см. При благоприятных условиях груша достигает крупных размеров — до 5—25 метров в высоту и 5 метров в диаметре кроны. Листья, как правило, опадающие. Листорасположение спиральное в 5 рядов. Лист широкояйцевидной формы, 2,5—10 см длиной, короткозаострённый; цвет — тёмно-зелёный, блестящий, нижняя сторона листа голубовато-зелёная, осенью золотисто-оранжевая. Плод, как правило, — вытянутой формы с расширением в нижней части, есть сорта с шаровидными плодами. В диком виде в Европе груша распространена примерно до 60° с. ш., на северной границе ареала — редка. Предполагают, что происхождение культурных сортов груш связано с гибридизацией ряда видов, в частности, Pyrus achras Gärtn., Pyrus persica Pers., Pyrus cordata Desv., Pyrus elaeagnifolia Pall.. Груши культивировались в древних Персии, Греции и Римской империи. К 2006 году, в результате успешной селекции морозоустойчивых сортов, груша эффективно выращивается на садовых участках, расположенных на Урале и в Западной Сибири до 55° с. ш. В настоящее время насчитываются тысячи сортов груш. Разные сорта груш используются как декоративные или собственно плодовые деревья.
Айва́ (лат. Cydonia) — монотипный род древесных растений семейства Розовые (Rosaceae). В природе ареал охватывает Кавказ, Закавказье и Среднюю Азию. Произрастает по опушкам, в лесах и по склонам в нижнем поясе гор, поднимаясь до 1400 м над уровнем моря. Предпочитает глубокую рыхлую, плодородную и влажную почву. Встречается на песчаных, аллювиальных почвах, краснозёмах, чернозёмах, а также на затопляемых болотистых местах. Широко распространилось и натурализовалось по всему Средиземноморью, умеренным районам Азии, южным и центральным районам Европы. Культивируется во многих районах Европы (до Шотландии и Норвегии, 63°50’ с. ш.), Северной и Южной Африки, Северной и Южной Америке, Австралии и Океании. Представляет собой листопадное дерево или кустарник высотой от 1,5 до 4—5 метров, с косо вверх поднимающимися ветвями. Кора тонкая, чешуйчато-лупящаяся, на стволе и старых ветвях тёмно-серая, красновато-бурая или черновато-коричневая, гладкая; на молодых — буровато-серая, шерстисто-войлочная; побеги серо-зелёные, густо войлочноопушённые. Листья очерёдные, яйцевидные или овальные, с клиновидным, реже округлым или слегка сердцевидным основанием, сверху тёмно-зелёные, снизу сероватые, длиной 5—10, до 12 см, шириной до 7,5 см, с черешком до 2 см. Цветки правильные, большей частью одиночные, на коротких цветоножках. Венчик бледно-розовый, белый или розовый, крупный, до 4,5—5 см в диаметре. Плод — ложное яблоко, волосистое, почти шарообразное или грушевидное, нередко тупоребристое, лимонного или тёмно-жёлтого цвета, вначале войлочноопушённое, при созревании гладкое.

### Род Слива
Сли́ва (лат. Prúnus) — род плодовых косточковых растений, включает такие виды, как Слива домашняя, Вишня, Персик, Абрикос, Миндаль, Черешня и другие. Обычно относят к подсемейству Сливовые (лат. Prunoideae) или Миндальные (лат. Amygdaloideae) семейства Розовые (лат. Rosaceae). Известно несколько сотен видов сливы, распространённых, главным образом, в северных умеренных областях земного шара.
Алыча́, или Сли́ва растопы́ренная (лат. Prúnus cerasiféra) — плодовое деревянистое растение. Вид рода Слива подсемейства Сливовые семейства Розовые. Одна из исходных форм сливы домашней.
Ви́шня (лат. Prúnus subgen. Cerásus) — растение подрода Cerasus рода Слива (Prunus) семейства Розовые. Подрод Cerasus отличается от других подродов рода Prunus (Armeniaca — абрикос, Prunus — слива, Padus — черёмуха) следующими признаками: плод (костянка) гладкий, без налёта; листья в почкосложении вдоль сложенные; цветки расположены зонтиками, заключающими иногда по два цветка; развиваются одновременно с листьями или ранее их. Плоды вишни имеют кисло-сладкий вкус.
Чере́шня, или Ви́шня пти́чья (лат. Prunus avium) — древесное растение (до 10 метров высотой, иногда значительно выше — встречаются деревья более 30 метров в высоту) из семейства Розовые (Rosaceae), произрастает в диком виде в лесах Украины, южной России, в Крыму, на Кавказе, других регионах Европы, в Северной Африке и Западной Азии, также широко распространено в культуре. Вишня птичья — самая древняя из форм вишни. Плодоносить начинает к концу июня, ранее плодоносит похожее по плодам с виду дерево называющееся Вишня Южная. Как полагают, она была известна уже за 8 000 лет до н. э. в Анатолии и в Европе — на территории современных Дании и Швейцарии (жителям свайных построек).
Абрико́с, или Абрикос обыкновенный (лат. Prúnus armeniáca) — листопадное дерево средней высоты и окружности кроны. Вид рода Слива семейства Розовые (Rosaceae), а также плод этого дерева. Абрикос называется также жёлтосливником, морелью, курагой, жерделью, урюком. Абрикосовое дерево издавна выращивается во многих странах тёплого умеренного климата. В России широко разводится на Кавказе и в южных районах европейской части. Абрикос сибирский (Prunus sibirica L.), растущий в диком состоянии в горах Даурии, — это другой вид рода Слива. Дерево абрикоса растёт долго, в тёплом климате до 100 лет. Цветочные почки подмерзают при температуре −16 — −21 °С. Большинство сортов абрикоса морозостойкие, выдерживают морозы до −25 °С, а более стойкие до −30 °С. Деревья устойчивы к засухе (за счёт глубокого проникновения корней), их можно выращивать в жарких регионах с минимальным количеством осадков. Листья округлые, яйцевидные, на верхушке оттянутые, мелкозубчатые или удвоенно-зубчатые. Белые или розовые цветки распускаются до появления листьев. Плоды — однокостянки желтовато-красного («абрикосового») цвета, в очертании округлые, эллиптические или обратнояйцевидные. Косточка толстостенная, гладкая.
Пе́рсик, пе́рсиковое де́рево (лат. Prunus persica: «персидская (слива)») — растение из семейства Розовые, подрода Миндаль. Весьма близко к миндалевому дереву, от которого отличается только плодами. Представляет собой дерево с ланцетовидными листьями с зубчатой кромкой. Цветки почти сидячие, розовые, появляются до развития листьев. Плод шаровидный, с бороздкой на одной стороне, обычно бархатистый. Косточка морщинисто-бороздчатая с точечными ямочками.
Минда́ль (лат. Prunus dulcis, в прошлом — лат. Prunus amygdalus или лат. Amygdalus communis) — кустарник или небольшое дерево (4—6 м высотой) из подрода Миндаль (Amygdalus) рода Слива семейства Розовые (Rosaceae). Миндаль часто причисляется к орехам, хотя на самом деле он является косточковым плодом. По величине и форме миндаль похож на абрикосовую косточку. Миндаль произрастает на каменистых и щебнистых склонах на высоте от 800 до 1 600 метров над уровнем моря (миндаль бухарский доходит до 2 500 метров), предпочитает богатые кальцием почвы. Весьма ветвистый. Побеги двух типов: удлинённые вегетативные и укороченные генеративные. Листья ланцетные. Цветки одиночные, до 2,5 см в диаметре, с белыми или светло-розовыми лепестками. Плод — сухая бархатисто-опушённая овальная однокостянка, сухой околоплодник при созревании легко отделяется от косточки. Произрастает небольшими группами по 3—4 особи, на расстоянии 5—7 метров одна от другой. Очень светолюбив, весьма засухоустойчив благодаря хорошо развитой корневой системе и экономной транспирации.

### Шелковица
Шелкови́ца, или ту́товое де́рево (лат. Morus) — род растений семейства тутовых, состоящий из 10—16 видов листопадных деревьев, распространённых в тёплом умеренном и субтропических поясах Азии, Африки и Северной Америки. В молодости быстрорастущее дерево, но постепенно замедляет свой рост и редко вырастает выше 10—15 метров. Листья очерёдные, простые, часто лопастные, особенно на молодых побегах, на краях зубчатые. Плод — сложный, состоящий из костянок, мясистый от разросшегося околоцветника, 2—3 см длиной, от красного до тёмно-фиолетового или же белого цвета, съедобный — у некоторых видов сладкий и имеет приятный запах. Живёт шелковица до 200 лет, реже до 300—500.

### КлассификацияСеребрякова
| Заголовок                                                                        | Заголовок                                         | Заголовок                                                                                           | Заголовок                                                                         | Заголовок | Заголовок                                        | Заголовок   |
| Класс                                                                            | Подкласс                                          | Группа                                                                                              | Подгруппа                                                                         | Секция | Пример                                           | Иллюстрация |
| -------------------------------------------------------------------------------- | ------------------------------------------------- | --------------------------------------------------------------------------------------------------- | --------------------------------------------------------------------------------- | --- | ------------------------------------------------ | ----------- |
| Класс 1. Кронообразующие деревья с полностью одревесневшими удлинёнными побегами | Подкласс 1. Наземные кронообразующие деревья      | Группа А. Деревья с подземной корневой системой                                                     | Подгруппа а. Деревья с прямостоячими стволами                                     | Секция 1. Одноствольные деревья — деревья лесного типа                                                                      | Липа сердцевидная                                |             |
| Класс 1. Кронообразующие деревья с полностью одревесневшими удлинёнными побегами | Подкласс 1. Наземные кронообразующие деревья      | Группа А. Деревья с подземной корневой системой                                                     | Подгруппа а. Деревья с прямостоячими стволами                                     | Секция 2. Кустовидные или немногоствольные деревья, деревья субарктического и субальпийского типа                           | Берёза извилистая (Betula pubescens var. pumila) |             |
| Класс 1. Кронообразующие деревья с полностью одревесневшими удлинёнными побегами | Подкласс 1. Наземные кронообразующие деревья      | Группа А. Деревья с подземной корневой системой                                                     | Подгруппа а. Деревья с прямостоячими стволами                                     | Секция 3. Лесостепного и саванного типа, или «деревья плодового типа»                                                       | Паркия Клаппертона (Parkia biglobosa)            |             |
| Класс 1. Кронообразующие деревья с полностью одревесневшими удлинёнными побегами | Подкласс 1. Наземные кронообразующие деревья      | Группа А. Деревья с подземной корневой системой                                                     | Подгруппа а. Деревья с прямостоячими стволами                                     | Секция 4. Саванновые деревья с водозапасающим резко утолщённым мощным стволом                                               | Баобаб (Adansonia digitata)                      |             |
| Класс 1. Кронообразующие деревья с полностью одревесневшими удлинёнными побегами | Подкласс 1. Наземные кронообразующие деревья      | Группа А. Деревья с подземной корневой системой                                                     | Подгруппа а. Деревья с прямостоячими стволами                                     | Секция 5. Сезонно-суккулентные деревья, деревья внетропических аридных областей с сезонно-суккулентными безлистными ветвями | Саксаул зайсанский (Haloxylon ammodendron)       |             |
| Класс 1. Кронообразующие деревья с полностью одревесневшими удлинёнными побегами | Подкласс 1. Наземные кронообразующие деревья      | Группа А. Деревья с подземной корневой системой                                                     | Подгруппа б. Деревья с лежачим укореняющимся стволом и главными ветвями — стланцы | Подгруппа б. Деревья с лежачим укореняющимся стволом и главными ветвями — стланцы                                           | Кедровый стланик (Pinus pumila)                  |             |
| Класс 1. Кронообразующие деревья с полностью одревесневшими удлинёнными побегами | Подкласс 1. Наземные кронообразующие деревья      | Группа А. Деревья с подземной корневой системой                                                     | Подгруппа в. Деревья с лианоидным стволом — древовидные лианы                     | Подгруппа в. Деревья с лианоидным стволом — древовидные лианы                                                               | Древогубец круглолистный (Celastrus orbiculatus) |             |
| Класс 1. Кронообразующие деревья с полностью одревесневшими удлинёнными побегами | Подкласс 1. Наземные кронообразующие деревья      | Группа Б. Деревья, обладающие, кроме подземных корней, ещё и специализированными надземными корнями | Подгруппа а. Деревья с «ходульными» надземными корнями в нижней части ствола      | Подгруппа а. Деревья с «ходульными» надземными корнями в нижней части ствола                                                | Пандан кровельный (Pandanus tectorius)           |             |
| Класс 1. Кронообразующие деревья с полностью одревесневшими удлинёнными побегами | Подкласс 1. Наземные кронообразующие деревья      | Группа Б. Деревья, обладающие, кроме подземных корней, ещё и специализированными надземными корнями | Подгруппа б. Деревья с «дыхательными» корнями                                     | Подгруппа б. Деревья с «дыхательными» корнями                                                                               | Авиценния морская (Avicennia marina)             |             |
| Класс 1. Кронообразующие деревья с полностью одревесневшими удлинёнными побегами | Подкласс 1. Наземные кронообразующие деревья      | Группа Б. Деревья, обладающие, кроме подземных корней, ещё и специализированными надземными корнями | Подгруппа в. Деревья с «досковидными» выростами                                   | Подгруппа в. Деревья с «досковидными» выростами                                                                             | Хлопковое дерево (Ceiba pentandra)               |             |
| Класс 1. Кронообразующие деревья с полностью одревесневшими удлинёнными побегами | Подкласс 2. Гемиэпифитные кронообразующие деревья | Группа А. Вегетативно неподвижные гемиэпифиты                                                       | Группа А. Вегетативно неподвижные гемиэпифиты                                     | Группа А. Вегетативно неподвижные гемиэпифиты                                                                               | Ficus watkinsiana                                |             |
| Класс 1. Кронообразующие деревья с полностью одревесневшими удлинёнными побегами | Подкласс 2. Гемиэпифитные кронообразующие деревья | Группа Б. Вегетативно подвижные гемиэпифиты                                                         | Группа Б. Вегетативно подвижные гемиэпифиты                                       | Группа Б. Вегетативно подвижные гемиэпифиты                                                                                 | Фикус бенгальский (Ficus benghalensis)           |             |
| Класс 2. Розеточные деревья                                                      | Подкласс 1. Неветвящиеся розеточные деревья       | Подкласс 1. Неветвящиеся розеточные деревья                                                         | Подкласс 1. Неветвящиеся розеточные деревья                                       | Подкласс 1. Неветвящиеся розеточные деревья                                                                                 | Финик пальчатый (Phoenix dactylifera)            |             |
| Класс 2. Розеточные деревья                                                      | Подкласс 2. Ветвящиеся розеточные деревья         | Группа А. Ветвящиеся розеточные деревья с несуккулентными листьями                                  | Группа А. Ветвящиеся розеточные деревья с несуккулентными листьями                | Группа А. Ветвящиеся розеточные деревья с несуккулентными листьями                                                          | Xanthorrhoea preissii                            |             |
| Класс 2. Розеточные деревья                                                      | Подкласс 2. Ветвящиеся розеточные деревья         | Группа Б. Ветвящиеся розеточные деревья с суккулентными листьями                                    | Группа Б. Ветвящиеся розеточные деревья с суккулентными листьями                  | Группа Б. Ветвящиеся розеточные деревья с суккулентными листьями                                                            | Алоэ дихотомическое (Aloe dichotoma)             |             |
| Класс 3. Суккулентно-стеблевые безлистные деревья                                | Класс 3. Суккулентно-стеблевые безлистные деревья | Класс 3. Суккулентно-стеблевые безлистные деревья                                                   | Класс 3. Суккулентно-стеблевые безлистные деревья                                 | Класс 3. Суккулентно-стеблевые безлистные деревья                                                                           | Карнегия гигантская (Carnegiea gigantea)         |             |

## Строение
В дереве выделяют три основные части: корень, ствол и крона.
Корень дерева — это, как правило, подземная часть растения. Основные функции — удержание дерева в вертикальном положении, всасывание питательных веществ из почвы и передача их в ствол. Корни имеют большую протяжённость: они могут уходить на глубину до 30 метров и в стороны на расстояние до 100 метров. У некоторых деревьев есть воздушные корни, которые находятся над поверхностью земли, а их функция схожа с функцией листьев.

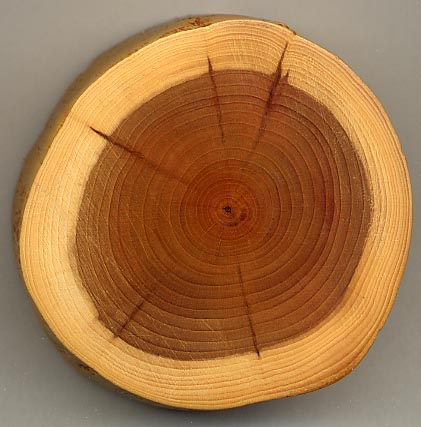
Двадцать семь годичных колец в спиленном стволе тиса ягодного (Taxus baccata)

Ствол дерева выполняет функцию опоры для кроны, а также осуществляет передачу веществ между корнями и кроной. В зимний период времени выступает в роли хранилища влаги и питательных веществ. Древесный ствол состоит из сердцевины, древесины, которая нарастает от камбия внутрь, образуя годовые кольца — тёмные и светлые участки, видимые на поперечном спиле дерева. Количество годовых колец в лесах умеренной зоны соответствует возрасту дерева, а их толщина — условиям жизни дерева в каждый конкретный год. В засушливых районах у деревьев могут появляться ложные кольца после выпадения осадков. Снаружи ствол покрыт корой. В течение своей жизни дерево имеет, как правило, единственный ствол. При повреждении (спиливании) главного ствола у некоторых деревьев из спящих почек могут развиваться сестринские стволы. Часть ствола от основания до первых сучьев называется штамбом.
Крона дерева — совокупность веток и листьев в верхней части растения, продолжающая ствол от первого разветвления до верхушки дерева или кустарника со всеми боковыми ответвлениями и листвой. Различают такие характеристики, как форма кроны — от колонновидной до раскидистой и плотность кроны — от плотной до редкой, ажурной. Под действием света в листьях в результате фотосинтеза образуются необходимые вещества.

## Рекорды, связанные с деревьями
- Наибольшей высоты достигают деревья вида секвойя, в национальном парке Редвуд их высота достигает 115,55 м.[11]
- Самое толстое дерево в мире — баобаб, 15,9 м в диаметре.
- Старейшим деревом в мире считается ель, растущая в горах на западе Швеции, вероятно, с ледникового периода. Её возраст составляет около 9550 лет[12][13].
- Известна тополиная роща площадью в несколько десятков гектаров, все стволы которой объединены общей корневой системой.[14]

## Дерево в быту и культуре

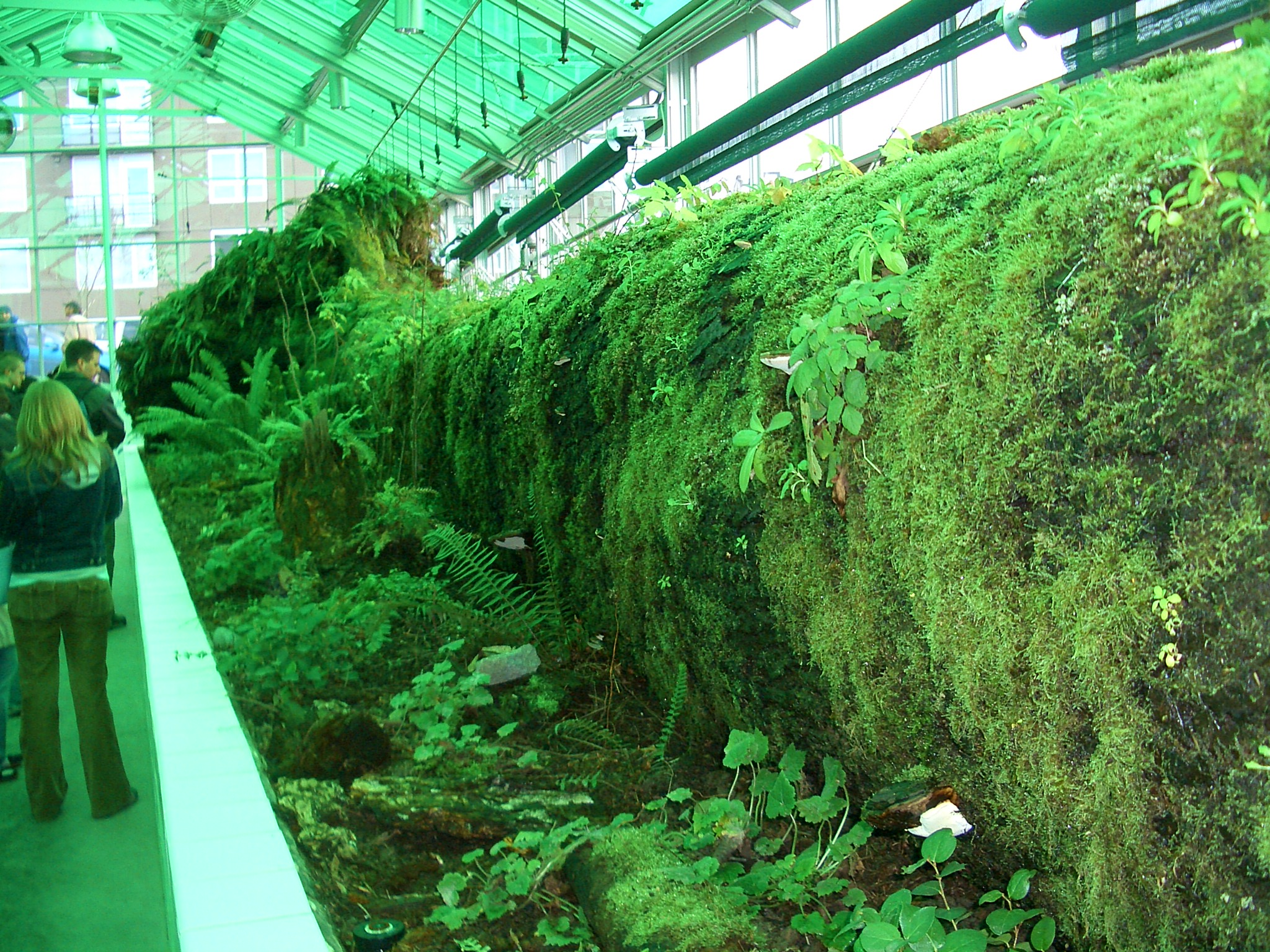
Мёртвое дерево, разлагающееся естественным образом в Виварии Нойкома (Olympic Sculpture Park, Сиэтл)

В связи с широтой распространения и простотой обработки, во многих культурах мира широко используется древесина в качестве материала для строительства, изготовления предметов быта (мебель, посуда и т. д.) и благоустройства жилья. 

Дерево, как и камень, является естественным материалом, сохранявшим нанесённые изображения, что способствовало развитию письменности во многих языках.
Способность дерева гореть помогла освоению огня, что резко расширило ареал человека на север, и позволила освоить новые типы жилья: пещеры, дома, иглу и т. д. Остающийся после сгорания уголь использовался для первых наскальных рисунков. Малая плотность древесины по отношению к воде способствовала развитию судоходства: начиная от плотов и заканчивая каравеллами — много лет суда делались из дерева. Особенности цветения некоторых деревьев стали нарицательными в культуре многих народов мира, так, в Японии цветок сакуры воспет многими поэтами и часто использовался для медитации и отдыха. На Востоке распространён образ цветка персика, в России был воспет яблоневый цвет.
Наряду с металлом является материалом для изготовления музыкальных инструментов. Считается, что самым первым деревянным музыкальным инструментом на Земле был австралийский диджериду, ввиду того, что для его изготовления практически не нужно прилагать никаких усилий — термиты, выедая изнутри влажную древесину эвкалипта, образовывали естественную духовую трубу, размер которой можно было подкорректировать.

## Дерево в религии
С древних времён дерево символизирует жизнь и во многих первобытных религиях являлось объектом поклонения. Например, древние греки считали, что с каждым деревом связана нимфа — дриада.
Древние кельты и друиды взаимодействовали с деревьями, используя в своих магических обрядах «коелбрены» — деревянные палочки размером в палец, на каждой из которых выжжен или выгравирован один из 20 знаков огама, соответствующих породе дерева. Коелбрен огама является ключом к великой сокровищнице магических тайн и основным источником силы друидов.
Упоминания о дереве встречается также во многих современных религиях, в христианстве упоминается Дерево познания Добра и Зла, Дерево Жизни.
Пальмовое воскресенье, или праздник Входа Господня в Иерусалим отмечается праздничным богослужением, на которое верующие приходят с пальмовыми ветвями. В России первой распускается верба (ива), поэтому стали использовать ветви этого дерева и праздник получил название Вербное воскресенье.
В фольклоре мёртвое дерево (коряга) обычно служит символом или пристанищем нечистой силы.
Древесина широко применялась для изготовления религиозной символики (идолы и прочее).

## Галерея

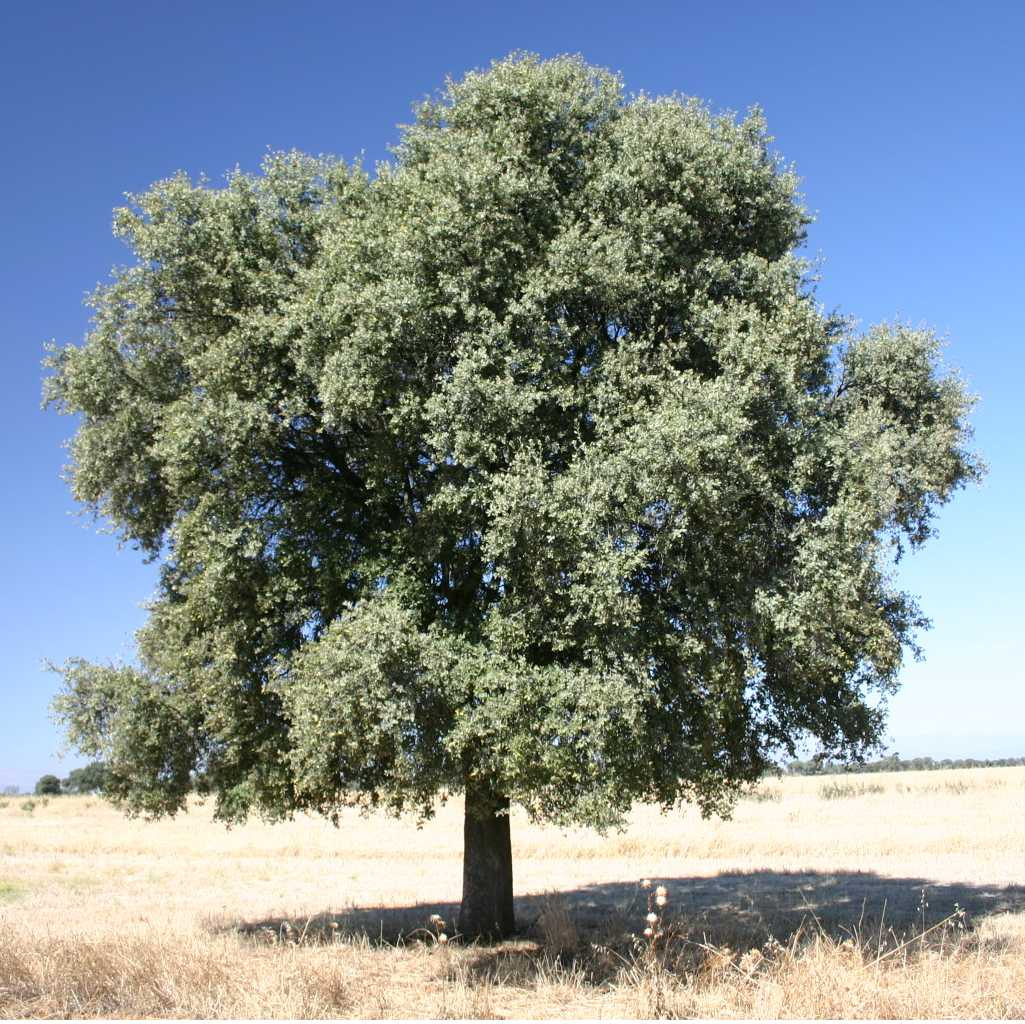
Дуб
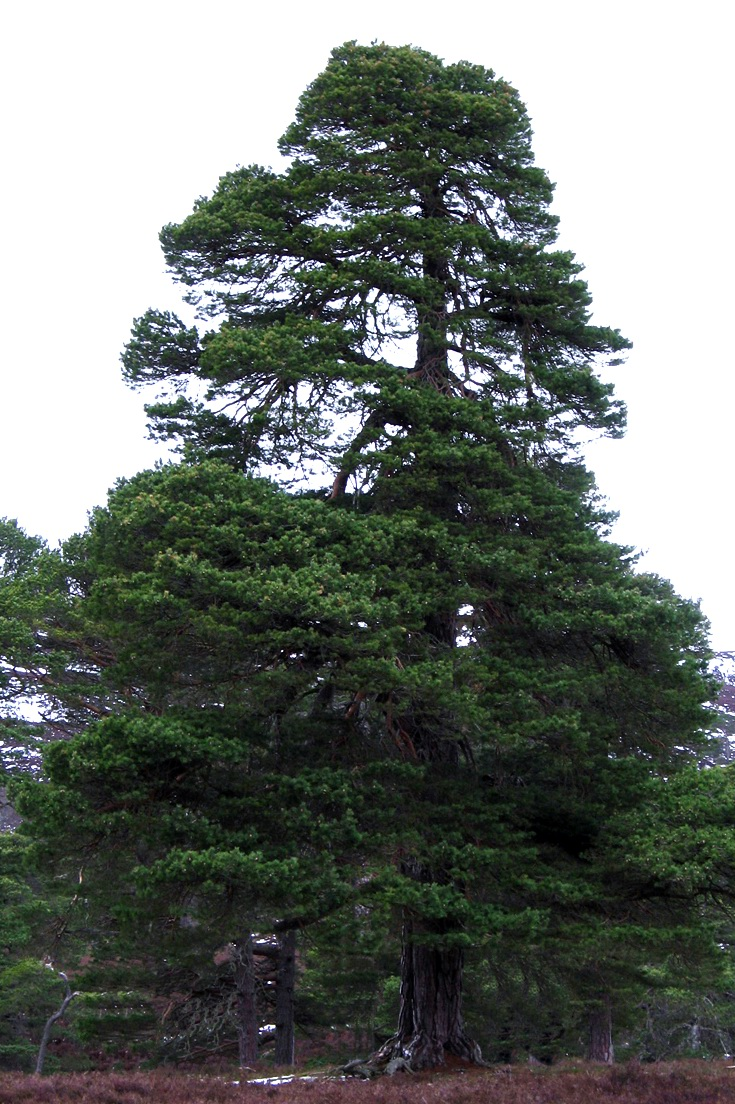
Сосна обыкновенная
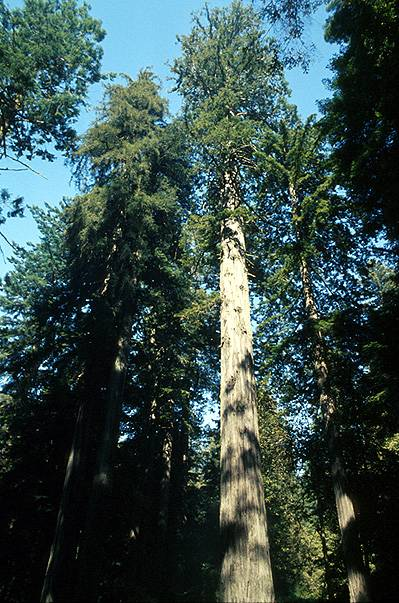
Секвойя — одно из самых высоких деревьев в мире
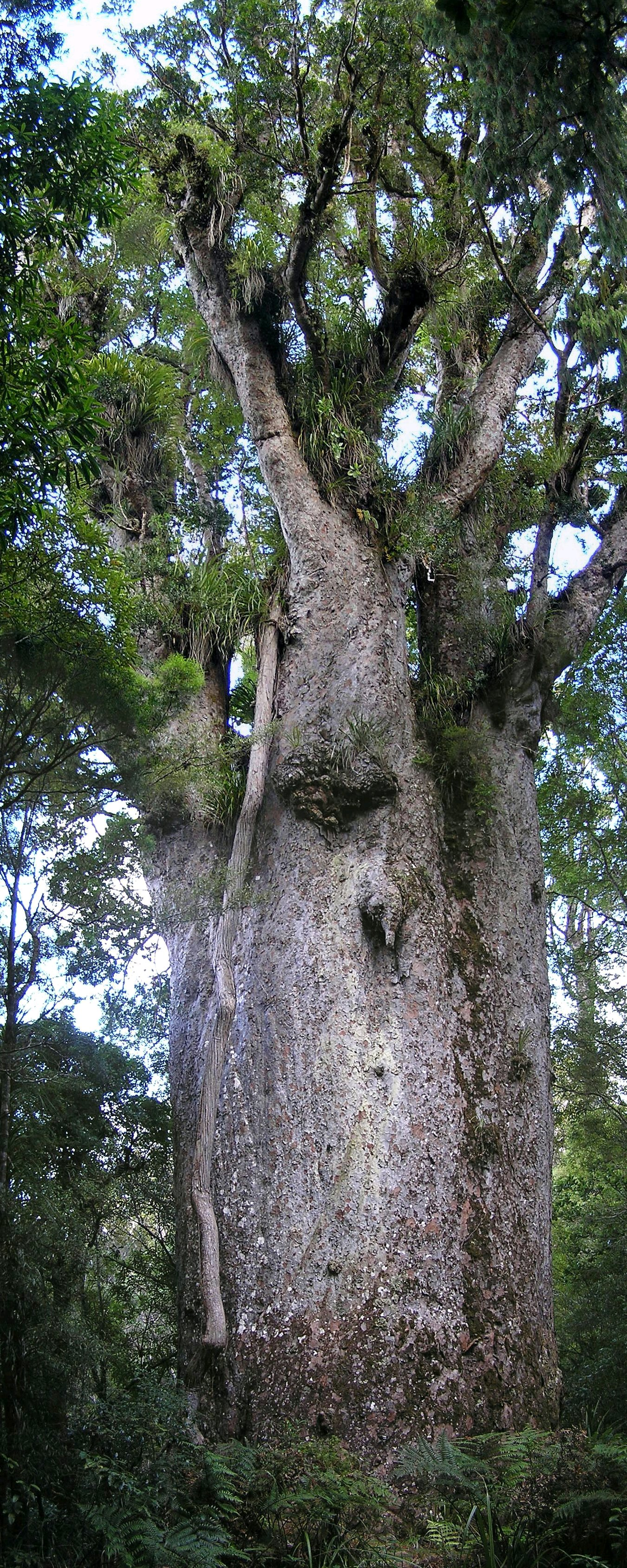
Каури — одно из самых старых деревьев в мире
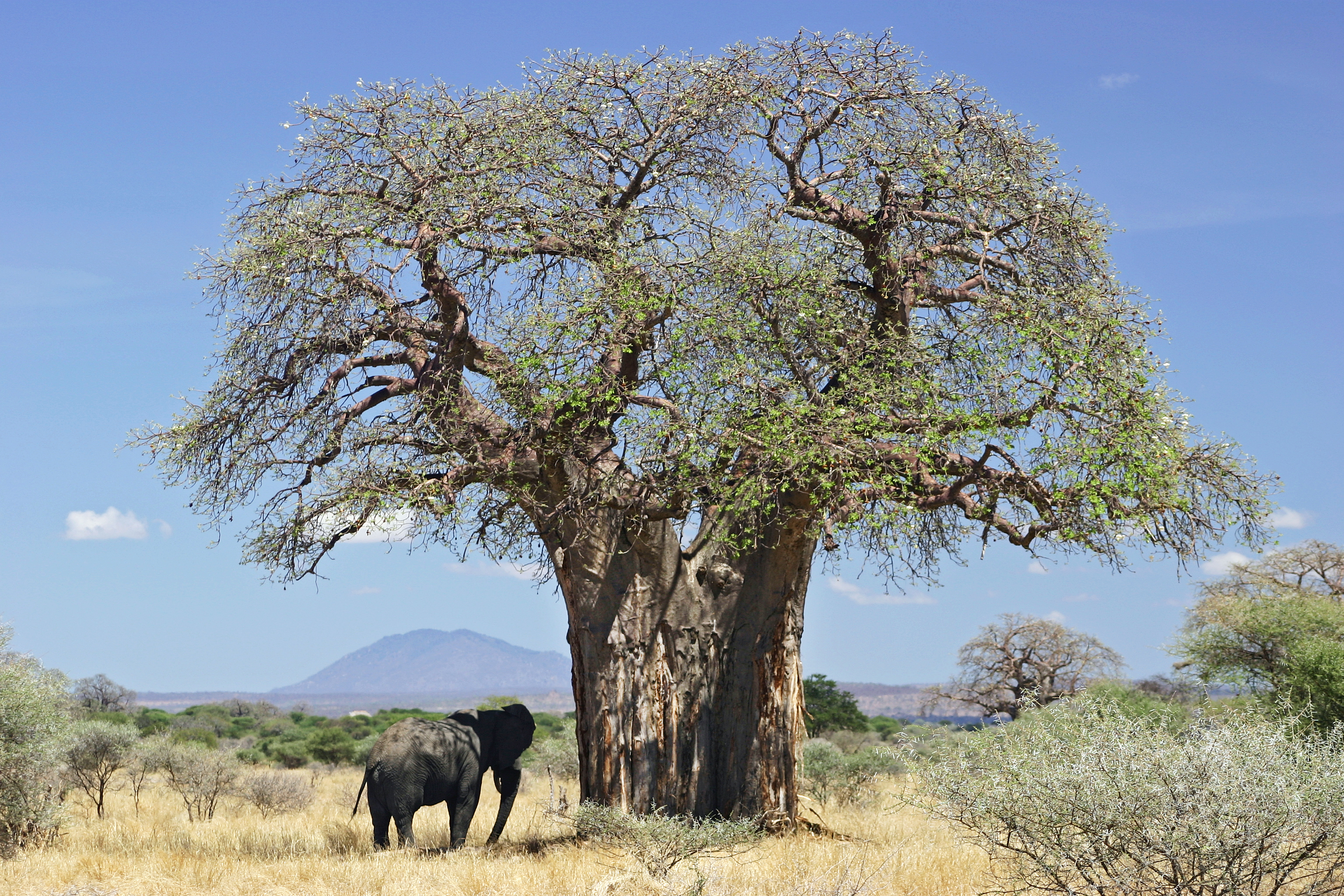
Баобаб в Танзании
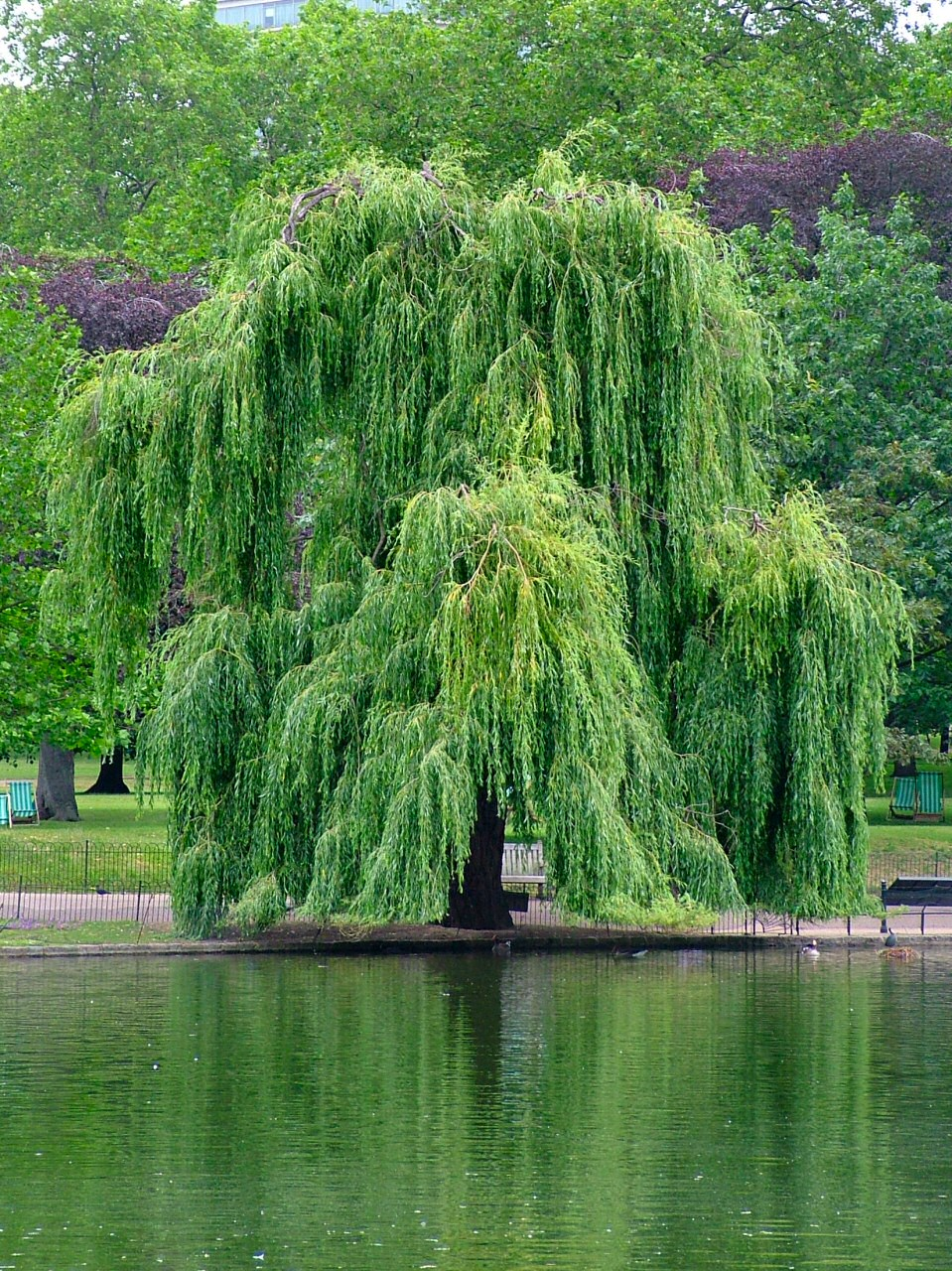
Ива
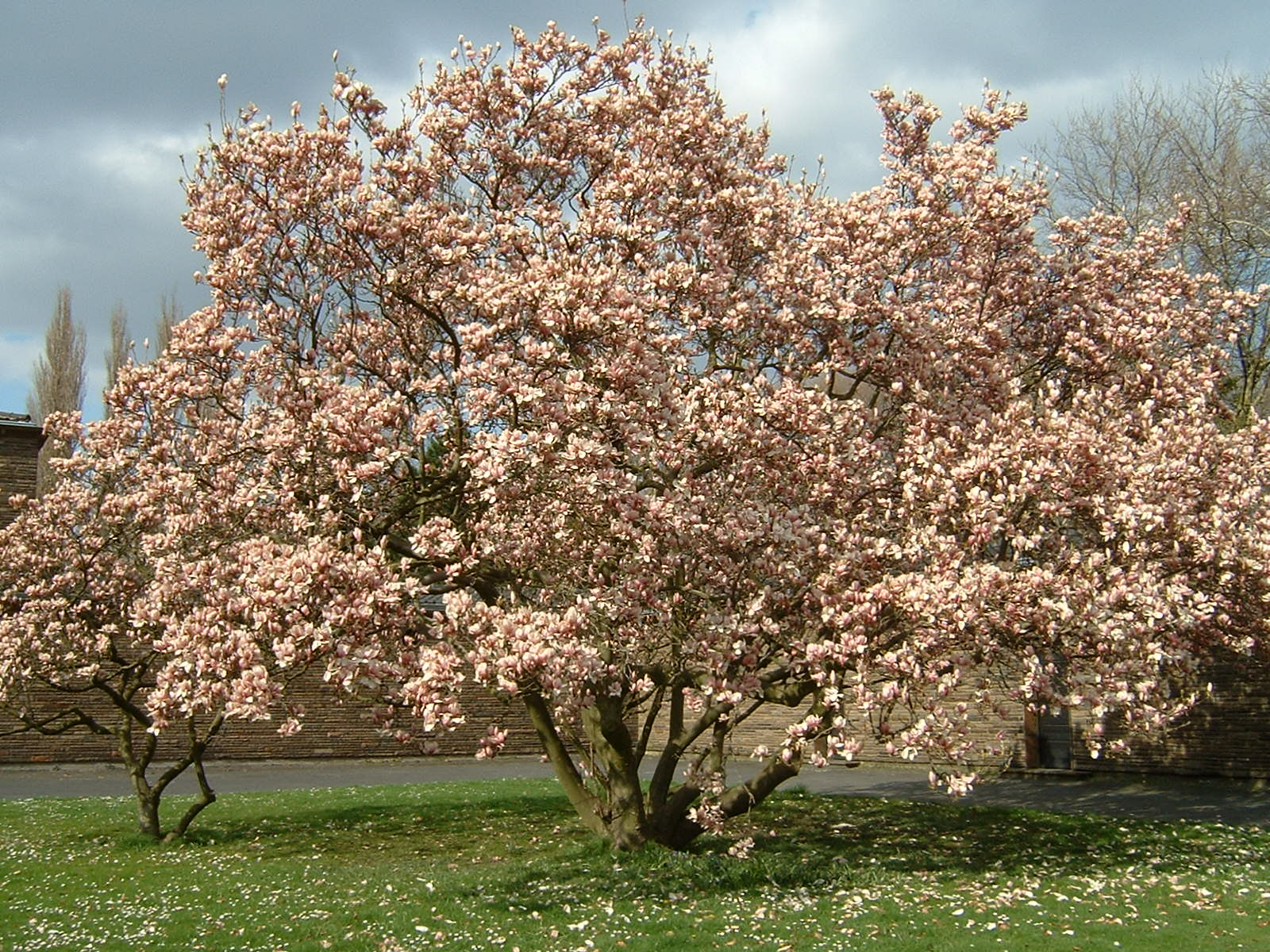
Магнолия
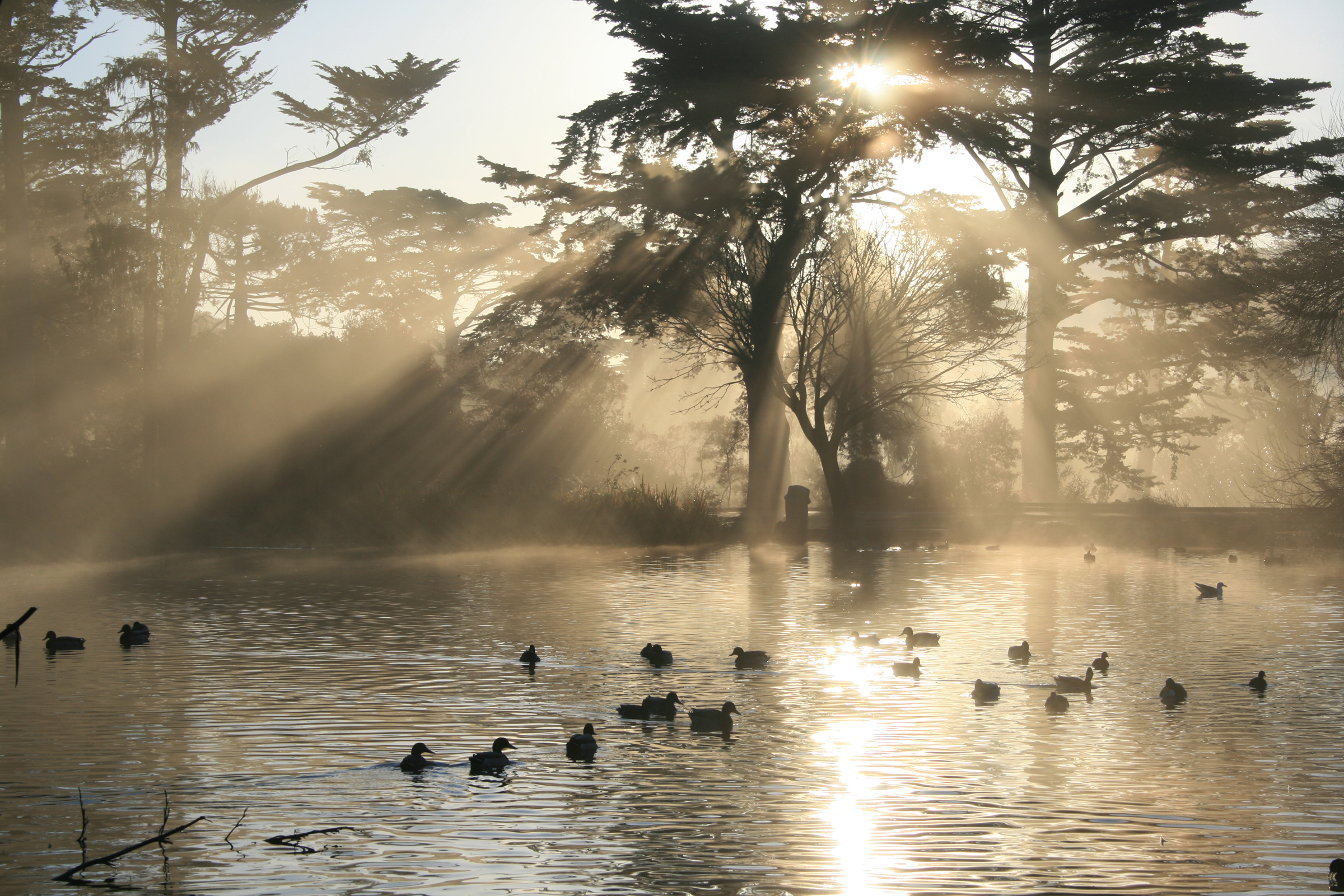
Дерево в парке Сан-Франциско